# 熱力学第二法則
熱力学第二法則（ねつりきがくだいにほうそく、英: second law of thermodynamics）は、熱力学において可能な操作を定める法則である。
熱力学第二法則によって、「可逆過程」「不可逆過程」および「不可能な過程」が定義される。

## 法則の表現
この法則には様々な表現があるが、全て同値である。
クラウジウスの法則（クラウジウスの原理）
低温の熱源から高温の熱源に正の熱を移す際に、他に何の変化もおこさないようにすることはできない。
トムソンの法則あるいはケルビンの法則
一つの熱源から正の熱を受け取り、これを全て仕事に変える以外に、他に何の変化もおこさないようにする熱力学サイクルは存在しない。
オストヴァルトの原理
ただ一つの熱源から正の熱を受け取って働き続ける熱機関（第二種永久機関）は実現不可能である。
クラウジウスの不等式
n 個の熱源を考え、温度 Ti の熱源 i (1 ≤ i ≤ n) から Qi の熱を受け取り、その総和分の仕事{\displaystyle \sum _{i=1}^{n}Q_{i}}をするサイクルを作ると、{\displaystyle \sum _{i=1}^{n}{\frac {Q_{i}}{T_{i}}}\leq 0}である。（i → ∞ の極限を考えると、熱源の温度を Te 、受け取る熱を Q とすれば {\displaystyle \oint {\frac {d'Q}{T_{e}}}\leq 0.}）
エントロピー増大則
孤立系、及び断熱系において不可逆変化が生じた場合、その系のエントロピーは増大する。
カラテオドリの原理
熱的に一様な系の任意の熱平衡状態の任意の近傍にその状態から断熱変化によって到達できない他の状態が必ず存在する。
オストヴァルトの原理はトムソンの法則と全く同じ主張をしている。クラウジウスの法則とトムソンの法則は、それぞれの反例となるサイクルを認めると、カルノーサイクルとの合成サイクルを作ることにより互いの反例が生じてしまう。つまり対偶を示すことにより同値であることが示せる。
クラウジウスの不等式は、カルノーサイクルを連結し合成サイクルを作ることによって、トムソンの法則と、それより導かれるカルノーの定理を用いて示せる。また、クラウジウスの不等式において n = 1 としたものは、トムソンの法則そのものである。
熱力学では伝統的にはクラウジウスの不等式を用いてエントロピーを定義し、それが増大することが証明されるが、エントロピーを他の方法を用いて定義し、かつエントロピー増大則を原理として認めれば、他の諸原理を示すことができる。

## 歴史

### マックスウェルの悪魔と情報理論
マクスウェルの悪魔のパラドックスは、1867年ごろに提唱されて以降、長年物理学者の頭を悩ませてきた。しかし2008年、情報理論と非平衡統計力学を融合させた理論（情報熱力学）が登場したことによって、悪魔が情報処理を行っており、n（ビット）の情報を消去するたびに k ln(n)（J/K）のエントロピーが増大しているということが明らかとなった。
これにより、熱力学第二法則との矛盾はひとまず解消された（という扱いになっている）。
なお、パラドックスの反証の際に用いられたランダウアーの原理は、特殊な形状のメモリについては既にジャルジンスキー等式を用いて証明されているが、一般的な場合については証明されていない。

### ボルツマン
統計力学解釈
オーストリアの物理学者ルートヴィッヒ・ボルツマンは、1872年H定理による熱力学第二法則の証明を発表したが、下記の時間の矢のパラドックスを指摘され、その証明の欠陥が明らかとなった。しかし、その後その業績を引き継ぎウィラード・ギブズが完成させた理論（熱力学）は、化学反応や合金設計などにおける強力な基礎理論へと発展している。
時間の矢のパラドックス
オーストリアの物理学者ヨハン・ロシュミットは、「時間対称的な力学から不可逆過程が導かれるはずがない」と述べ、ボルツマンの証明を批判した。
現在、1993年にデニス・エヴァンス, エゼキエル・ゴダート・コーエンおよびゲイリー・モリスが発見した「ゆらぎの定理」を用いる、時間の矢のパラドックスの解釈が提案されている。

## 関連文献
- 熊野寛之「やさしい熱力学 第8回：熱力学第二法則とカルノーサイクルの特徴」『日本機械学会誌』第123巻第1221号、日本機械学会、2020年、28-29頁、doi:10.1299/jsmemag.123.1221_28。